# Gastrochaenida
Gastrochaenida is een orde van de tweekleppigen.

## Families
- Gastrochaenoidea Gray, 1840
  - Gastrochaenidae Gray, 1840